# Frequenznormal
Ein Frequenznormal ist ein frequenzstabiler Oszillator. Heute wird als Frequenznormal meistens eine Atomuhr benutzt.
Die von Frequenznormalen abgeleiteten hochgenauen Frequenzen werden als Normalfrequenzen bezeichnet und sind häufig mit der Trägerschwingung von Zeitzeichensendern oder Rundfunksendern im Lang- oder Mittelwellenbereich identisch.
Die Realisierung der Sekunde basiert auf einem atomaren Übergang im Cäsium-Atom, dessen Frequenz in einem Frequenznormal auf die Frequenz eines externen Oszillators übertragen wird. 
Durch die thermische Bewegung der Atome ist die Genauigkeit von konventionellen Cäsium-Normalen begrenzt. Seit Entwicklung der Laserkühltechnik wurde es möglich, thermische Atome einzufangen und sie beinahe auf den absoluten Nullpunkt abzukühlen. Da sich kalte und damit langsame Atome viel länger beobachten lassen, ist mit dieser Technik die Genauigkeit von Frequenznormalen stark verbessert worden.